# Shana Cox
Shana Amanda Cox, ameriško-angleška atletinja, * 22. januar 1985, Brooklyn, New York, ZDA.
Od leta 2011 je tekmovala za Združeno kraljestvo. Nastopila je na poletnih olimpijskih igrah leta 2012, kjer je osvojila peto v štafeti 4x400 m, v teku na 400 m se je uvrstila v polfinale. Na svetovnih prvenstvih je osvojila srebrno medaljo v štafeti 4x400 m leta 2013, na svetovnih dvoranskih prvenstvih naslov prvakinje v isti disciplini leta 2012 in bronasto medaljo leta 2014, na evropskih prvenstvih bronasto medaljo leta 2014, na evropskih dvoranskih prvenstvih pa naslov prvakinje leta 2013.